# رافاييل أنخيل كالديرون
رافاييل أنخيل كالديرون الحرس (بالإسبانية: Rafael Ángel Calderón Guardia) (و. 1900 – 1970 م) هو سياسي من كوستاريكا ولد في سان خوسيه، كوستاريكا.

## روابط خارجية
- رافاييل أنخيل كالديرون على موقع الموسوعة البريطانية (الإنجليزية)